# Geoffrey Evans
Geoffrey Evans (1940 – 20. května 2012 Dublin) byl irský sériový vrah anglického původu a jeden z nejdéle uvězněných lidí v Irsku. Byl známý tím, že plánoval znásilnit a zabít každý týden jednu ženu. V roce 1978 byl spolu s dalším Angličanem Johnem Shawem uznán vinným ze znásilnění a vraždy dvou žen, Elizabeth Plunkettové a Mary Duffyové, a odsouzen na doživotí.

## Vraždy
Britská policie Evanse s Shawem vyšetřovala v souvislosti s třemi znásilněními už v roce 1974, kdy oba muži odcestovali do Irska. Plánovali tam sérii vražd a znásilnění, na jejichž realizaci si vydělávali domovními krádežemi. Byli zadrženi v Corku a obdrželi trest dvouletého vězení. Po 18 měsících však byli propuštěni a unikali i britskému stíhání. V srpnu 1976 v hrabství Wicklow opakovaně znásilnili a zavraždili 23letou Elizabeth Plunkettovou. V září téhož roku ve městě Castlebar v hrabství Mayo zbili, znásilnili a zavraždili 24letou stopařku Mary Duffyovou. Dne 26. září byli oba zadrženi a k oběma vraždám se doznali.
V prosinci 2008 Evans podstoupil operaci srdce, při níž utrpěl mozkovou mrtvici a upadl do kómatu. Do června 2010 zůstával v nemocniční péči s ostrahou a poté mu bylo uděleno dočasné propuštění, když lékaři konstatovali, že se nachází ve vegetativním stavu. V dubnu 2011 byl převezen do dublinské nemocnice Sv. Marie. Tam dne 20. května 2012 zemřel, ve věku 68 či 69 let (zdroje se liší). Podle pitvy byla příčinou úmrtí sepse způsobená pneumonií.